# Ornitóptero
Um ornitóptero é um aeródino que obtém tanto a sustentação quanto a propulsão por intermédio do movimento alternativo de suas asas, semelhantemente ao que ocorre em aves, morcegos e insetos voadores.

## Descrição
Embora as máquinas projetadas tenham diferenças de forma, elas são geralmente construídas nas proporções e formas dos pássaros. Nem todos os projetos construídos têm tido sucesso em alçar voo. É célebre o projeto geral de Leonardo da Vinci, elaborado no século XV  e que consistia em um equipamento feito com asas acopladas aos braços. Em 2010, um ornitóptero canadense batizado Snowbird realizou o primeiro voo bem-sucedido de um ornitóptero movido à força humana (ver: aeronave de propulsão humana), e deste modo concretizou o sonho de Da Vinci. Atualmente, é possível encontrar brinquedos que voam como um ornitóptero.